# Delarrin Turner-Yell
Delarrin Turner-Yell (Hempstead, Texas, 16 de diciembre de 1999) es un jugador profesional estadounidense de fútbol americano que se desempeña en la posición de safety en Denver Broncos, equipo de la National Football League (NFL).

## Carrera
Fue seleccionado en la quinta ronda en la Reunión Anual de Selección de Jugadores de la NFL de 2022. Hizo su debut profesional con el equipo Denver Broncos, donde lleva jugando dos temporadas.